# Ягошур (річка)
Ягошу́р (рос. Ягошур) — струмок в Юкаменському та Глазовському Удмуртії, Росія, ліва притока Убиті.
Бере початок на Красногорській височині в урочищі Лог Іван Починка. Протікає на схід, звивиста, впадає до річки Убить неподалік села Тукбулатово. Має декілька дрібних приток.
На річці розташоване село Тукбулатово.